# Antti Esko
Antti Esko (ur. 30 lipca 1982 w Salo) – fiński siatkarz, zwycięzca Ligi Fińskej.

## Kariera
Rozpoczął swoją karierę w klubie Vammalassa. Pierwszy zawodowy sezon rozegrał w 1999 r. w klubie VeLePassa, gdzie pozostał do 2001 roku. Drugim klubem Esko był Central Sevo Paterrisa, gdzie grał około rok, a w 2003 r. przeszedł do Pielaveden Sampo. W pierwszym sezonie gry w tym klubie, Esko cieszył się brązowym medalem ligi fińskiej. Dwa lata później Antti Esko wyjechał do Belgii, gdzie grał w klubie Halen, by niedługo później powrócić do klubu VeLePassa. W tym klubie grał przez dwa lata, podnosząc poziom tego klubu. w sezonie 2007-08 przeszedł do klubu Piivolleyn Salon. Zdobył z nimi srebro w mistrzostwach Finlandii i grał w pucharze Europy. W sezonie 2009-10 Esko powrócił do klubu Vammala (ob. Sastamala). W 2012 roku wziął udział z Finlandią w lidze światowej.

## Reprezentacja
W 2007 roku Esko zagrał swój pierwszy, testowy mecz w reprezentacji Finlandii. Reprezentacja grała latem w lidze światowej przeciwko Brazylii, Kanadzie i Korei Południowej.

## Osiągnięcia
- 2007, 2011 – 2. miejsce w mistrzostwach Finlandii
- Najlepszy siatkarz Salo Volley
- 2003 – 3. miejsce w lidze Finlandii